# Utah Stingers 2022
Questa voce raccoglie le informazioni riguardanti gli Utah Stingers nelle competizioni ufficiali della stagione 2022.

## Stagione
Gli Utah Stingers partecipano al loro secondo campionato NVA, classificandosi al secondo posto nell'American Conference: partecipano quindi ai play-off scudetto, venendo eliminati ai quarti di finale dagli OC Stunners dopo una battaglia di cinque set. 

## Organigramma societario
Area direttiva
- Presidente: Russell Holmes

Area tecnica
- Allenatore: Russell Holmes

## Rosa
| N° | Nome                  | Ruolo | Data di nascita  | Nazionalità sportiva |
| -- | --------------------- | ----- | ---------------- | -------------------- |
| 0  | Chandler Baugh        | L     | 15 marzo 1995    | Stati Uniti          |
| 1  | Paul Clark            | S     | 30 ottobre 1992  | Stati Uniti          |
| 2  | João Girón            | C     | 13 maggio 1989   | Porto Rico           |
| 3  | Shane Tye             | O     | 6 maggio 1988    | Stati Uniti          |
| 7  | Cody Wong             | P     | 15 agosto 1997   | Stati Uniti          |
| 8  | Storm Fa'agata-Tufuga | S     | 9 settembre 1996 | Stati Uniti          |
| 9  | Jorge Mencía          | O     | 14 aprile 1990   | Porto Rico           |
| 12 | Russell Holmes        | C     | 1º luglio 1982   | Stati Uniti          |
| 13 | Reed Chilton          | P     | -                | Stati Uniti          |
| 14 | Sean Dennis           | C     | -                | Stati Uniti          |
| 15 | Inovel Romero         | S     | 28 gennaio 1995  | Porto Rico           |
| 17 | Andrew Trepanier      | C     | 15 dicembre 1999 | Stati Uniti          |
| 19 | Wilfredo Rivera       | L     | 5 febbraio 1998  | Porto Rico           |
| 21 | Michael Vellutato     | P     | 18 gennaio 1992  | Stati Uniti          |
| 23 | Fabián Rohena         | C     | 5 gennaio 1994   | Porto Rico           |
| 24 | Yosleyder Cala        | S     | 22 ottobre 1984  | Stati Uniti          |

## Statistiche

### Statistiche di squadra
| Competizione | Punti | In casa | In casa | In casa | In trasferta | In trasferta | In trasferta | Totale | Totale | Totale |
| Competizione | Punti | G       | V       | P       | G            | V            | P            | G      | V      | P      |
| ------------ | ----- | ------- | ------- | ------- | ------------ | ------------ | ------------ | ------ | ------ | ------ |
| NVA          | 18    | 0       | 0       | 0       | 0            | 0            | 0            | 11     | 6      | 5      |
| Totale       | -     | 0       | 0       | 0       | 0            | 0            | 0            | 11     | 6      | 5      |

G = partite giocate; V = partite vinte; P = partite perse

### Statistiche dei giocatori
| Giocatore          | NVA | NVA | NVA | NVA | NVA | Totale | Totale | Totale | Totale | Totale |
| Giocatore          | P   | PT  | AV  | MV  | BV  | P      | PT     | AV     | MV     | BV     |
| ------------------ | --- | --- | --- | --- | --- | ------ | ------ | ------ | ------ | ------ |
| C. Baugh           | ?   | 0   | 0   | 0   | 0   | ?      | 0      | 0      | 0      | 0      |
| Y. Cala            | ?   | 25  | 25  | 0   | 0   | ?      | 25     | 25     | 0      | 0      |
| R. Chilton         | ?   | 15  | 5   | 7   | 3   | ?      | 15     | 5      | 7      | 3      |
| P. Clark           | ?   | 29  | 28  | 1   | 0   | ?      | 29     | 28     | 1      | 0      |
| S. Dennis          | ?   | 88  | 66  | 17  | 5   | ?      | 88     | 66     | 17     | 5      |
| S. Fa'agata-Tufuga | ?   | 110 | 99  | 5   | 6   | ?      | 110    | 99     | 5      | 6      |
| J. Girón           | ?   | 1   | 0   | 1   | 0   | ?      | 1      | 0      | 1      | 0      |
| R. Holmes          | ?   | 54  | 37  | 14  | 3   | ?      | 54     | 37     | 14     | 3      |
| J. Mencía          | ?   | 136 | 110 | 22  | 4   | ?      | 136    | 110    | 22     | 4      |
| W. Rivera          | ?   | 0   | 0   | 0   | 0   | ?      | 0      | 0      | 0      | 0      |
| F. Rohena          | ?   | 5   | 2   | 1   | 2   | ?      | 5      | 2      | 1      | 2      |
| I. Romero          | ?   | 120 | 103 | 5   | 12  | ?      | 120    | 103    | 5      | 12     |
| A. Trepanier       | ?   | 0   | 0   | 0   | 0   | ?      | 0      | 0      | 0      | 0      |
| S. Tye             | ?   | 17  | 17  | 0   | 0   | ?      | 17     | 17     | 0      | 0      |
| M. Vellutato       | ?   | 4   | 2   | 1   | 1   | ?      | 4      | 2      | 1      | 1      |
| C. Wong            | ?   | 11  | 4   | 5   | 2   | ?      | 11     | 4      | 5      | 2      |

P = presenze; PT = punti totali; AV = attacchi vincenti; MV = muri vincenti; BV = battute vincenti